# Allodonta paliki
Allodonta paliki är en fjärilsart som beskrevs av Alexander Schintlmeister 1997. Allodonta paliki ingår i släktet Allodonta och familjen tandspinnare. Inga underarter finns listade i Catalogue of Life.